# Collegiata di San Bartolomeo (Avezzano)
La collegiata di San Bartolomeo era il principale edificio religioso di culto cattolico di Avezzano, in Abruzzo. La chiesa andò completamente distrutta in seguito al terremoto della Marsica del 1915.

## Storia

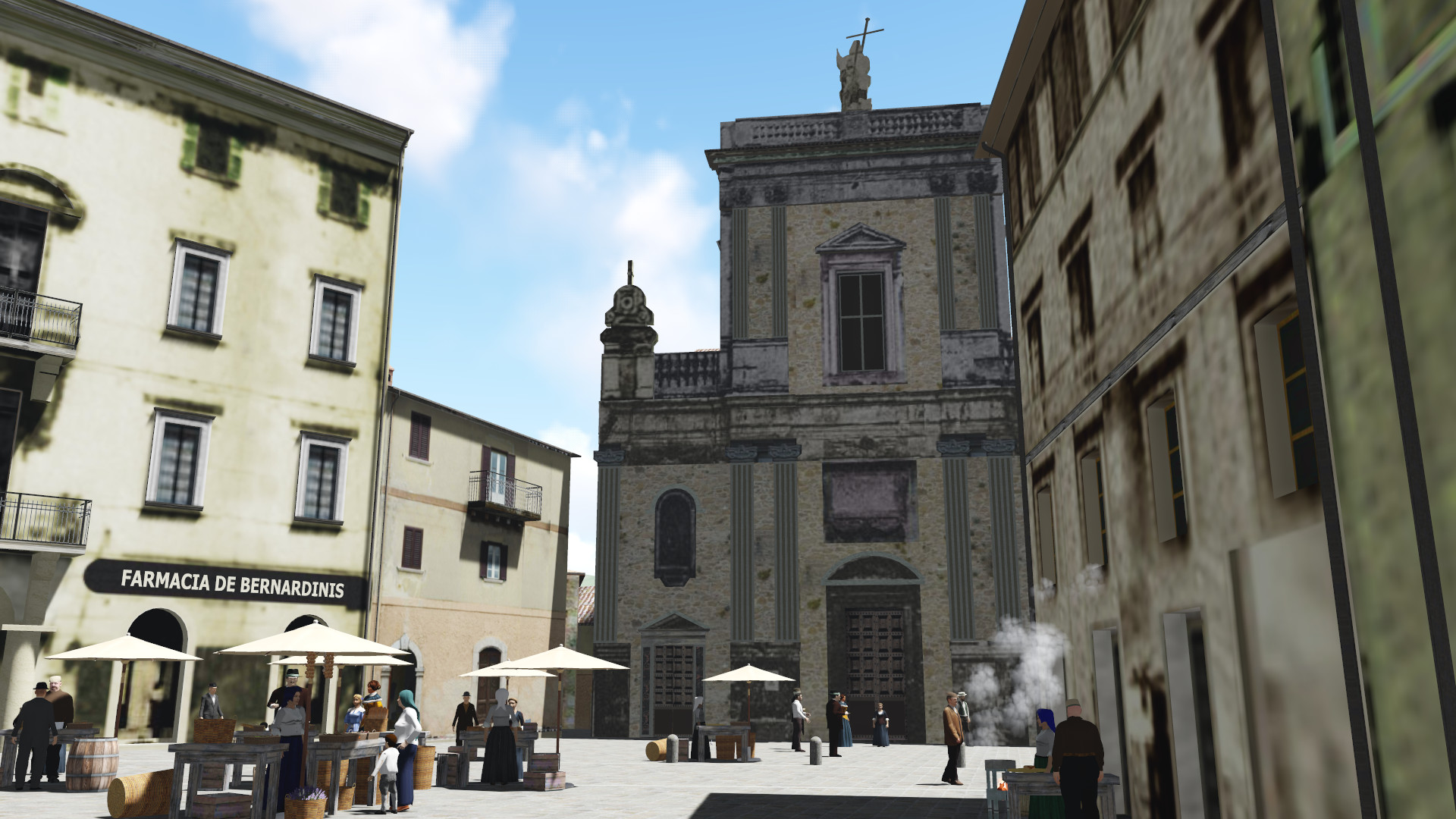
Ricostruzione in 3D di piazza San Bartolomeo prima del sisma

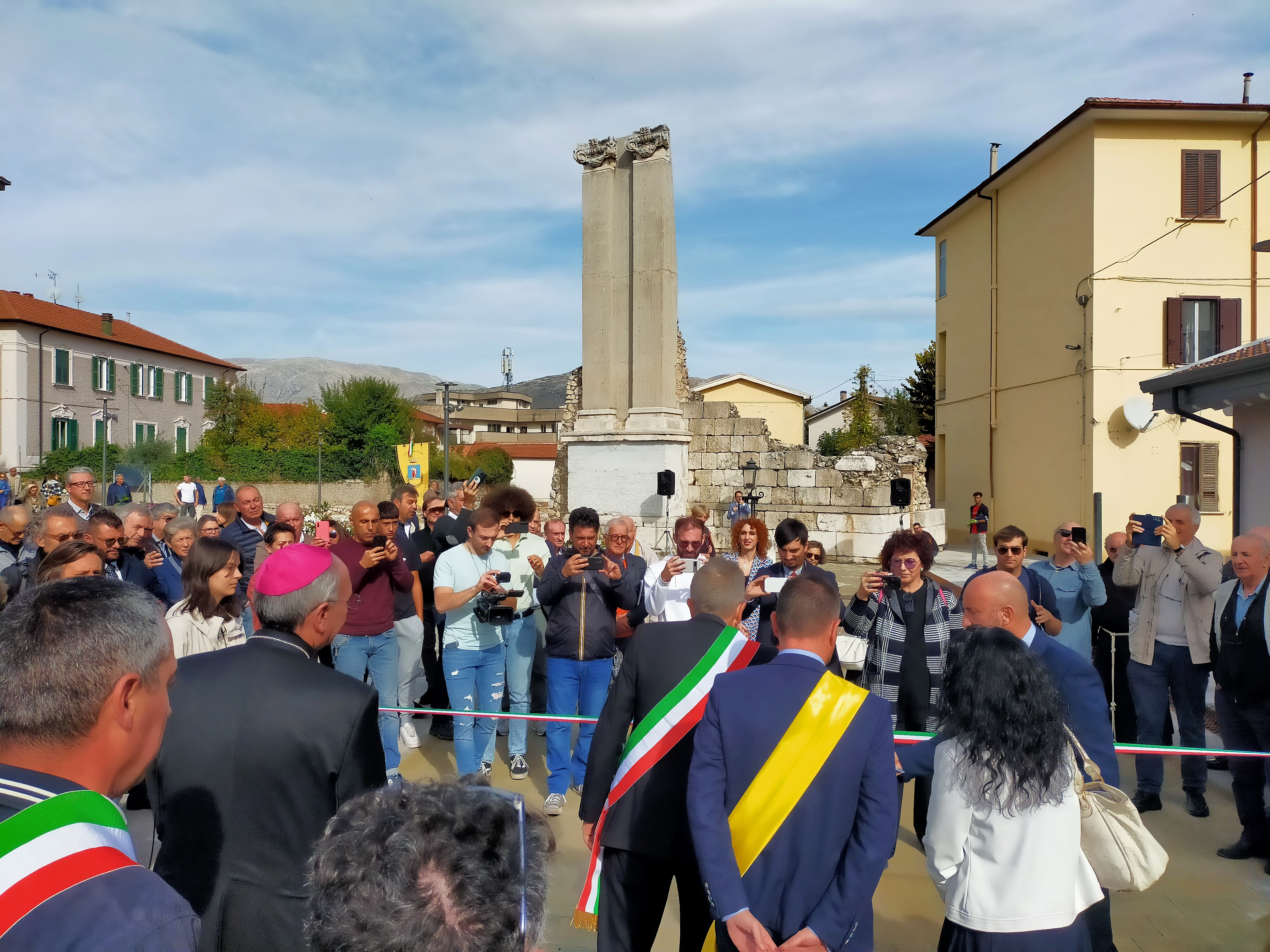
Inaugurazione il 30 ottobre 2023 della nuova piazza

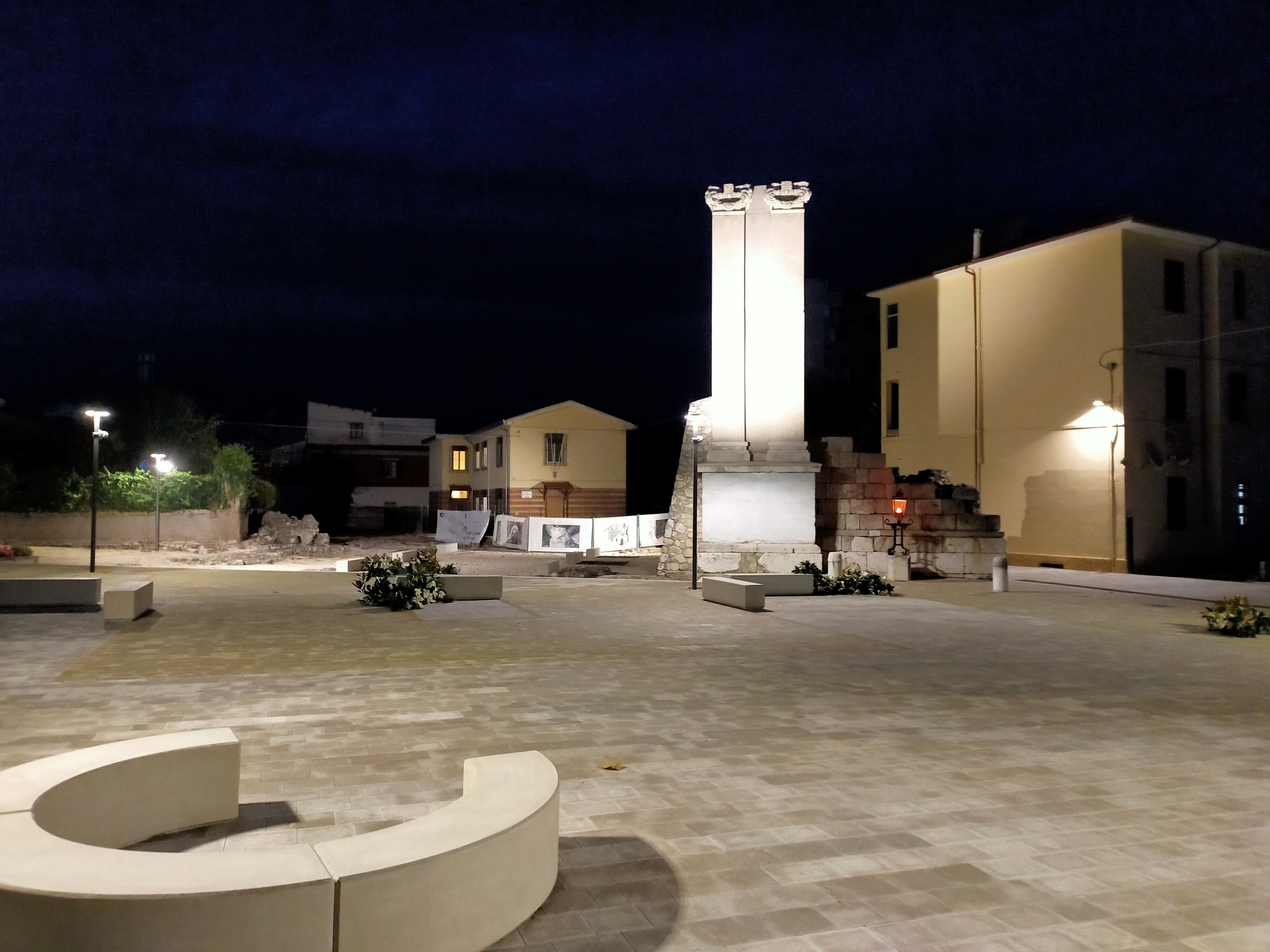
Foto notturna della piazza

### Origine e intitolazione
La chiesa originaria venne presumibilmente edificata a cominciare dal IX secolo.
L'abate e storico Muzio Febonio nell'opera Historiae Marsorum riporta che la chiesa originaria venne edificata in località Pantano (Pantanum), già prima del IX secolo, forse sui resti di un preesistente tempio, del quale però non sono emerse evidenze di carattere scientifico. Tuttavia il templum sarebbe stato dedicato a Giove Statòre e non, come asserì lo storico abate marsicano, al dio Giano.
L'area originariamente assunse il nome di Pantano a causa delle frequenti inondazioni del lago Fucino che la rendevano acquitrinosa e fangosa causando danni.
Sull'originaria intitolazione del piccolo edificio di culto primordiale non ci sono certezze.
Secondo lo storico Ignazio Carlo Gavini, la chiesa databile all'866 circa sarebbe stata da attribuire a san Salvatore essendo l'"ecclesiam sancti Salvatoris" citata in un documento dell'anno 873, unitamente al toponimo "Avezano", tra i possedimenti confermati dall'imperatore Ludovico II il Giovane al monastero di Sant'Angelo in Barregio, così come riportò nell'XI secolo Leone Marsicano nell'opera Chronica monasterii Casinensis. In seguito all'analisi di altre fonti documentarie l'ipotesi di Gavini è apparsa superata, tanto che la chiesa originaria è stata indicata con maggiore probabilità come l'antica chiesa di San Clemente, soprattutto sulla base di attività di studio e analisi incrociate di planimetria e toponomastica locale, della cronaca leonina di Montecassino e del Chronicon di Farfa redatto nel XII secolo da Gregorio da Catino. Nel corso del tempo da altri storici è stata attribuita a sant'Antonio abate (sant'Antonio dei Pantani), recuperando così la prima teoria di Muzio Febonio relativa alla dedica, oppure, però sulla base di documenti andati perduti del Chronicon Vulturnense, a san Pietro.
L'intitolazione successiva a san Bartolomeo apostolo appare per la prima volta nelle opere degli storici, l'arcivescovo Anton Ludovico Antinori e il vescovo Pietro Antonio Corsignani, che descrissero un'iscrizione riferita all'anno 1156 andata persa.
La chiesa è citata, insieme alla chiesa di Santa Maria in Vico, a quella di Sant'Andrea e alle chiese di Santa Maria, di San Giovanni e di San Pietro in Aquaria (monte Salviano), nella bolla di Papa Clemente III del 31 maggio 1188 in cui appare dedicata con chiarezza a san Bartolomeo (Sancti Bartolomaei in Avezzano) e inclusa tra i possedimenti della diocesi dei Marsi. La diffusione del culto di san Bartolomeo in questo territorio fu presumibilmente dovuto alla presenza e all'operato dei monaci dell'abbazia di Trisulti.

### Fasi costruttive

#### La chiesa primordiale
L'originaria chiesa altomedievale, probabilmente dedicata a san Clemente oppure a sant'Antonio abate o a san Pietro, venne edificata presumibilmente tra il IX e il X secolo nel periodo in cui il vicus avezzanese si consolidò in relazione agli altri nuclei abitati come i villaggi e i casali sparsi collocati perlopiù sui contrafforti montuosi, lungo l'originario tracciato della via Tiburtina Valeria, in corrispondenza dell'antico ager di Alba Fucens e del fundus Aviduanus, e infine verso l'emissario di Claudio e l'Incile del Fucino. L'edificazione della prima chiesa avvenne nell'area del Pantano in cui insistevano sicuramente le tracce stabili di costruzioni di epoca romana.
Di piccole dimensioni, si presentava con una pianta ad aula monoabsidata e forse a unica navata. 
Subito dopo il disastroso sisma del 1915, Gavini poté disegnare un pilastrino di forma rettangolare riemerso nella fase della rimozione delle macerie. In stile bizantino e riconducibile alla metà del IX secolo, era forse incluso nel presbiterio; nel disegno pubblicato negli anni venti apparve impreziosito da decorazioni di vimini intrecciati con forme geometriche circolari e incrociate. Questo elemento andò però subito disperso.

#### La chiesa intitolata a San Bartolomeo
La chiesa romanica chiaramente intitolata a san Bartolomeo, edificata forse per volontà dei monaci di Trisulti, risultava ruotata di 90 gradi rispetto all'edificio preesistente; la sua costruzione fu completata nella prima metà del XII secolo. Collocata al centro della pieve della villa Avezzani che, inclusa nella contea di Albe era in fase di espansione, ha ricevuto nello stesso secolo dal re di Sicilia, Guglielmo II il Buono, il titolo di cappella reale. Tra la seconda metà del XIII secolo e la metà del secolo successivo il castrum bassomedievale fu dotato di una prima cortina muraria difensiva, caratterizzata dalle tre porte d'ingresso di San Bartolomeo, San Francesco e San Felice. Quest'ultima con l'adeguamento cinquecentesco della cinta muraria, promosso da Gentile Virginio Orsini venne rinominata porta di San Rocco. Presumibilmente nella seconda metà del XIV secolo Avezzano divenne universitas dotandosi degli Statuta Universitas dicte Terrae Avezanij.
Secondo Muzio Febonio nel 1349 la chiesa castrale romanica crollò a seguito di un grave terremoto che colpì l'area dell'Italia centrale, tuttavia alcuni documenti diocesani e notarili fanno presupporre che fu gravemente danneggiata dal terremoto e successivamente rimaneggiata in forme che però non furono apprezzate. 
Forse chiusa al culto per molto tempo, venne restaurata e ingrandita tra la fine del Cinquecento e i primi anni del Seicento. Il presupposto per l'ampliamento fu quello di potenziare nel 1572 l'antico ruolo di collegiata. Ad essa furono altresì concesse dal vescovo dei Marsi Giambattista Milanese, con il placet di Marcantonio II Colonna, le rendite di altre chiese del territorio avezzanese come quelle di Sant'Andrea, Sant'Angelo, San Basilio, San Callisto, San Francesco, San Leonardo, San Nicola, Santa Maria in Vico, Santa Maria di Casa (in località Casole), San Paolo, San Simeone e Santissima Trinità.
Nel corso del Seicento gli storici Lucio Camarra il Giovane e Muzio Febonio descrissero un'iscrizione latina collocata nella chiesa avezzanese dedicata a Traiano in cui gli abitanti di Alba Fucens resero omaggio all'imperatore romano che nel II secolo fece avviare i lavori di ripristino dell'emissario claudiano e dell'Incile del Fucino tanto da garantire il necessario deflusso delle acque lacustri nel fiume Liri a Capistrello oltre la galleria ipogea del monte Salviano, favorendo così le attività agricole nelle terre emerse. L'autenticità dell'epigrafe è stata messa in dubbio da altri studiosi in quanto, poco oltre un secolo dopo la prima citazione di Camarra, risultò già introvabile.

#### Prima del terremoto del 1915

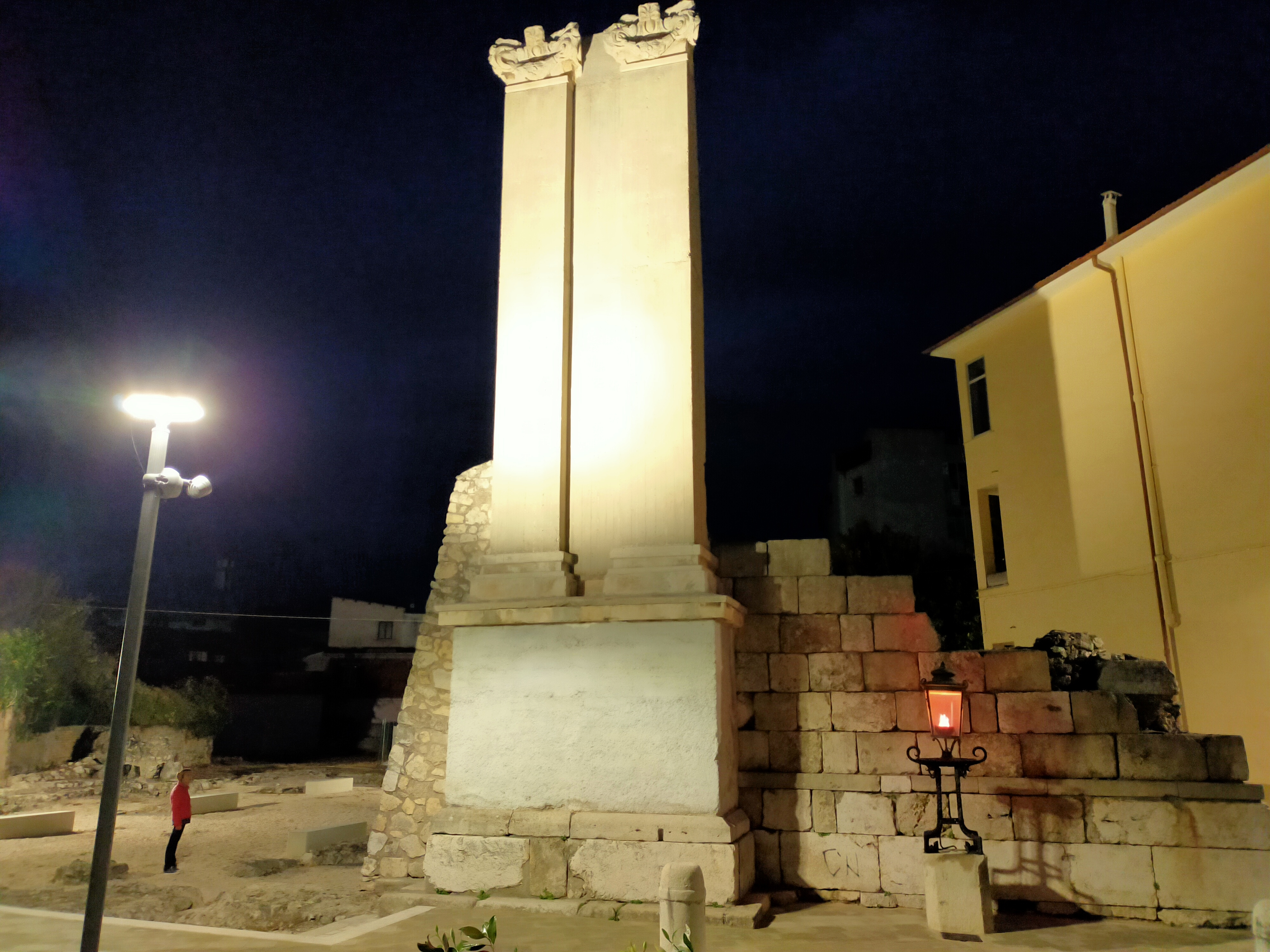
Il memoriale illuminato

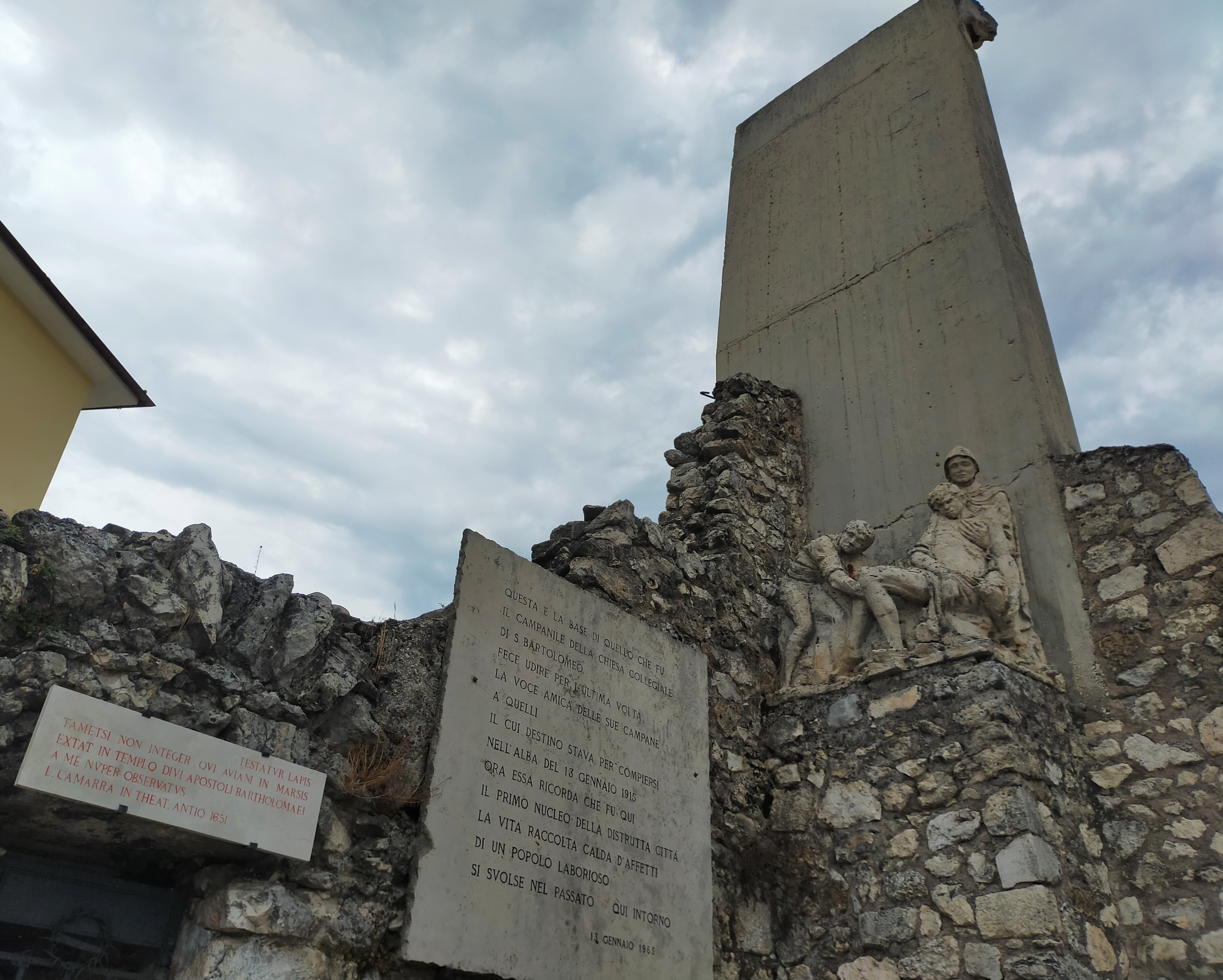
Il memoriale dell'ex collegiata impreziosito dalla commemorazione di Ugo Maria Palanza e dalla scultura di Pasquale Di Fabio

L'ultima opera di ampliamento precedente al terremoto del 1915 risale dunque tra la fine del XVI e l'inizio del XVII secolo. La chiesa tardo rinascimentale-barocca in fase di completamento venne danneggiata da diversi terremoti, quello del 1654, quello del 1703 e molto probabilmente anche da quello del 1706. 
Lo storico e professore Giovanni Pagani ipotizzò che la progettazione della chiesa seicentesca fu opera del noto architetto Domenico Fontana.
Di sicuro i primi interventi di riparazione furono condotti poco tempo dopo l'ultimo sisma da due operai avezzanesi: Benedetto Spina e Pasquale Savina.
Nel corso del XVIII secolo l'edificio di culto divenne per volontà del cardinale Marcantonio Colonna un punto di riferimento delle suore trinitarie, la cui scuola venne istituita accanto alla chiesa più importante di Avezzano. Il cardinale, infatti, affidò alla nascente comunità religiosa l'educazione delle ragazze meno abbienti del suo feudo avezzanese. La fondatrice dell'istituto fu madre Maria Teresa Cucchiari che nell'istituto e nella collegiata operò per circa quarant'anni, dal 1762 fino alla sua morte. Venne sepolta il 10 giugno 1801 all'interno della chiesa, in via del tutto eccezionale, nel sepolcro dei sacerdoti semplici.
Il caratteristico e alto campanile quadrato fu edificato lateralmente alla chiesa solo tra il 1780 e il 1781.
Nella prima metà del XIX secolo furono condotti importanti lavori di completamento della facciata e di miglioramento degli spazi interni. Tuttavia nel 1851 l'edificio fu quasi completamente chiuso per gravi problemi statici; gli ultimi interventi di consolidamento della volta furono portati avanti dai costruttori Antonio Maffeo e Basilio Del Piano, mentre l'ultimo progetto del 1865 fu dell'ingegnere Luigi Maria Renzi.
Con il terremoto della Marsica del 1915 crollarono, oltre alla chiesa collegiata, anche i palazzi adiacenti come palazzo Ferrini-Marimpietri, palazzo del Rebecchino, l'edificio che ospitava la scuola delle suore trinitarie e il vicino monastero di Santa Caterina.

#### Dopo il terremoto del 1915

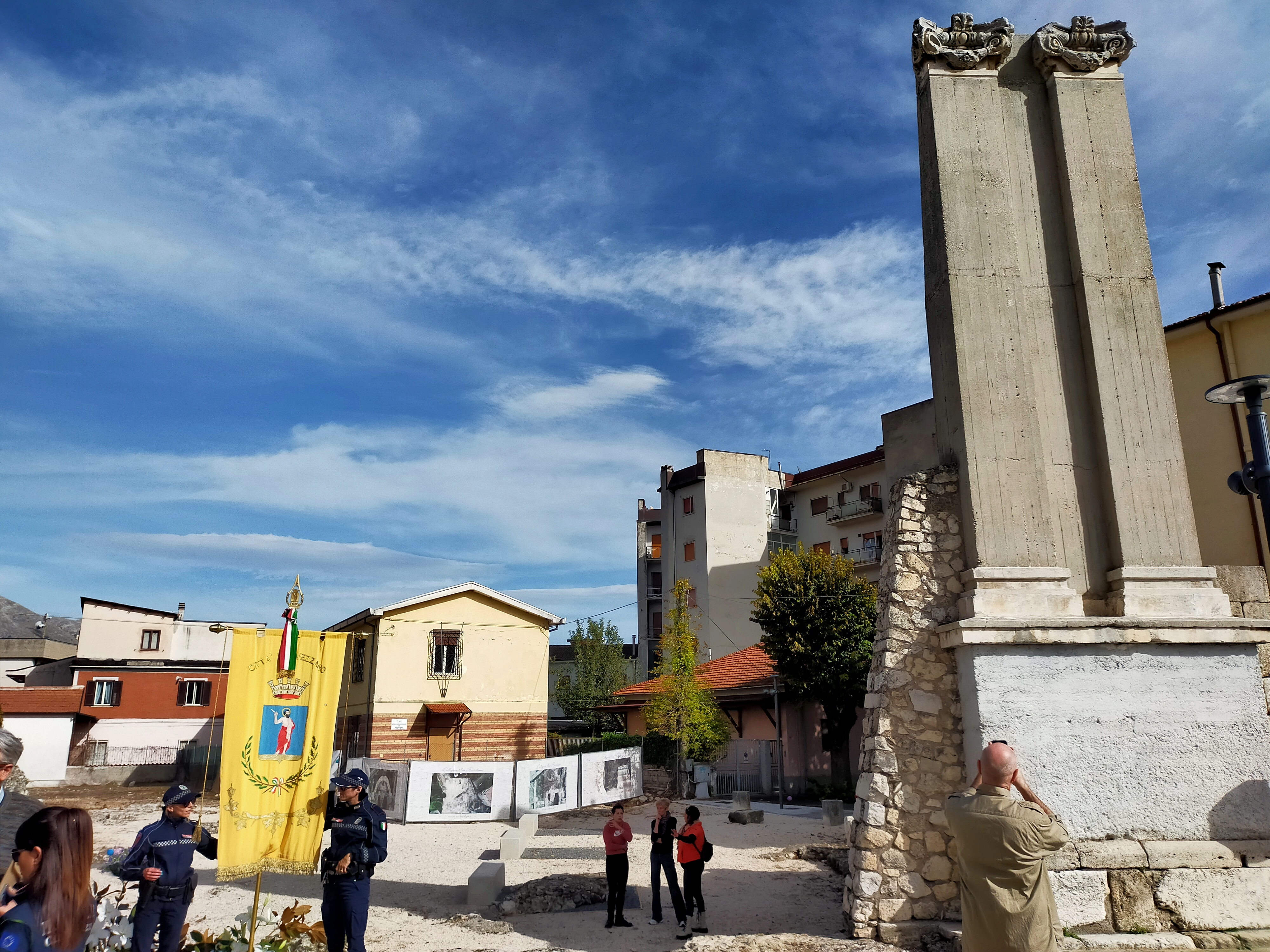
Il gonfalone municipale con al centro la figura di san Bartolomeo

Della collegiata rimase in piedi soltanto la base del campanile mentre alcune parti pericolanti della facciata furono demolite dal Genio civile. Nel 1924 furono demoliti i ruderi per consentire la nuova urbanizzazione dell'area.
Due capitelli, l'acquasantiera e la campana realizzata dalla "Premiata fabbrica da orologi da torre Michelangelo Canonico", restaurati nel 1965, sono esposti all'Aia dei Musei di Avezzano. Una colonna con leone alla base è esposta invece nel Walters Art Museum di Baltimora, in Maryland negli Stati Uniti d'America.
Nel 1965, cinquanta anni dopo il terremoto, il Genio civile realizzò il monumento commemorativo, situato nel largo di San Bartolomeo, ricostruendo una piccola parte del campanile e una colonna di cemento sormontata dai capitelli recuperati subito dopo il sisma. La scultura posizionata sopra l'ingresso del campanile fu realizzata da Pasquale Di Fabio, mentre sulla lapide è riportata la commemorazione di Ugo Maria Palanza.

## Descrizione

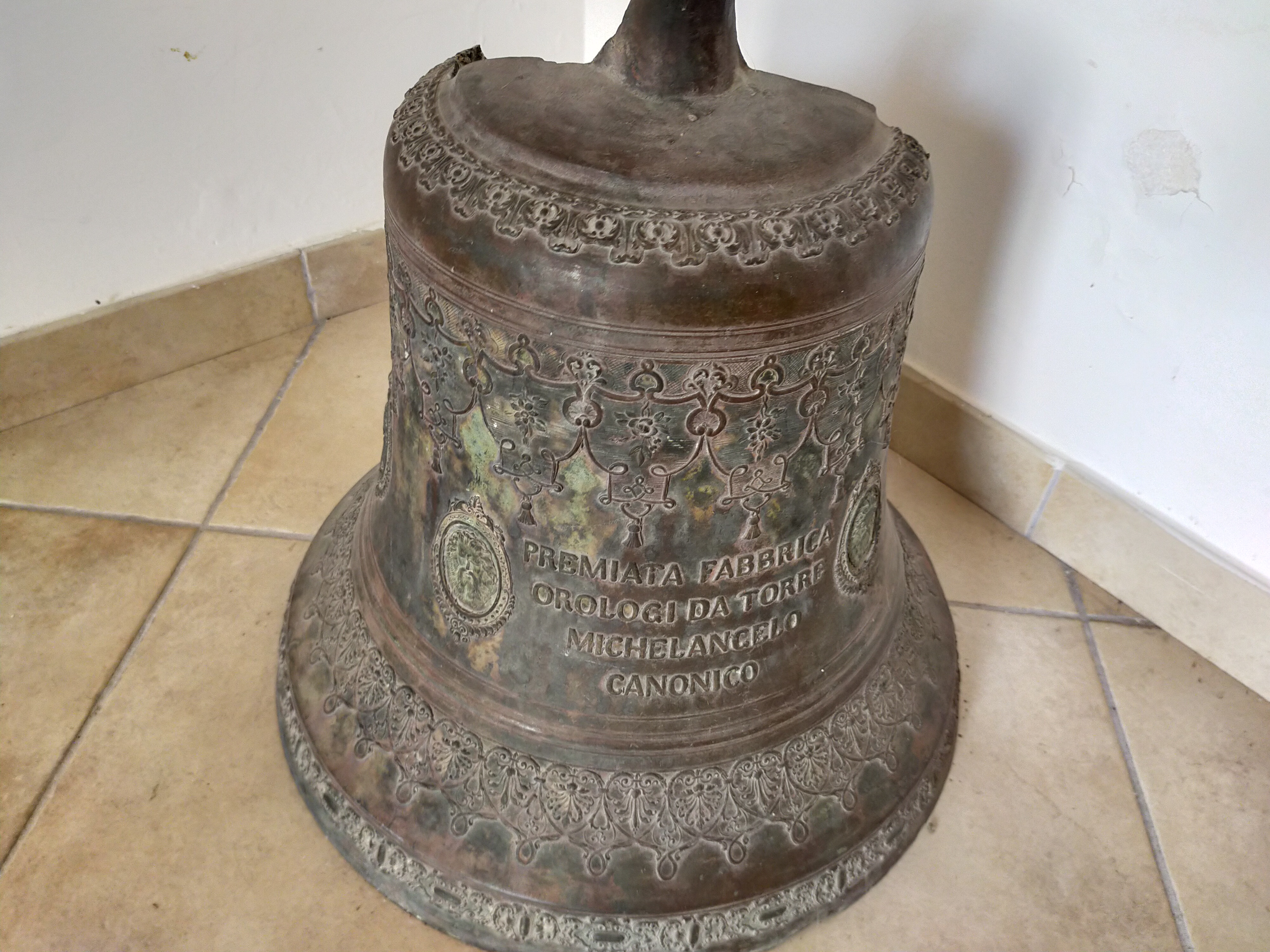
La campana della "Premiata fabbrica da orologi da torre Michelangelo Canonico" esposta all'Aia dei Musei

La chiesa seicentesca a tre navate era situata nel centro di Avezzano. La sua facciata completata tra 1825 e il 1832, su progetto dall'architetto Baldi con successive semplificazioni dell'architetto Vincenzo Porreca e dell'ingegnere provinciale Marino Massari, si presentava suddivisa in tre parti verticali da lesene ed era sormontata dalla statua raffigurante san Bartolomeo apostolo. Internamente si caratterizzava per il pregevole tabernacolo ligneo dei Fratelli Marangoni, il coro ligneo del 1851, i due organi, di cui uno settecentesco, e la fonte battesimale marmorea. Tra le altre statue, era conservata quella di sant'Emidio, protettore contro il terremoto, che dopo il sisma fu recuperata e, stando a dei racconti, anche per volontà di alcuni superstiti del sisma delusi per tale catastrofe, venne trasportata a Roma; successivamente fu collocata in un'altra città. I quadri di maggior pregio erano quelli che adornavano gli 11 altari che affiancavano l'altare maggiore; due dipinti furono attribuiti alla scuola di Carlo Maratta e a quella di Guido Reni. In alcune stanze erano posizionate la sagrestia, l'oratorio e la casa delle compagnie di San Rocco e del Santissimo Sacramento. Le campate erano divise da alcuni pilastri, mentre l'abside aveva una forma semicircolare. Il campanile a base quadrata venne innalzato lateralmente tra il 1780 e il 1781; la campana fu realizzata dalla "Premiata fabbrica da orologi da torre Michelangelo Canonico".
Il piazzale antistante era delimitato da alcune colonnine in pietra, tre delle quali sono ancora presenti in largo San Bartolomeo.

## La nuova chiesa
La nuova chiesa di San Bartolomeo, elevata a cattedrale della diocesi dei Marsi, venne ricostruita delocalizzando l'edificio nel contemporaneo centro urbano di Avezzano, in piazza Risorgimento, e fu consacrata nel 1942.

## Campagna di scavi

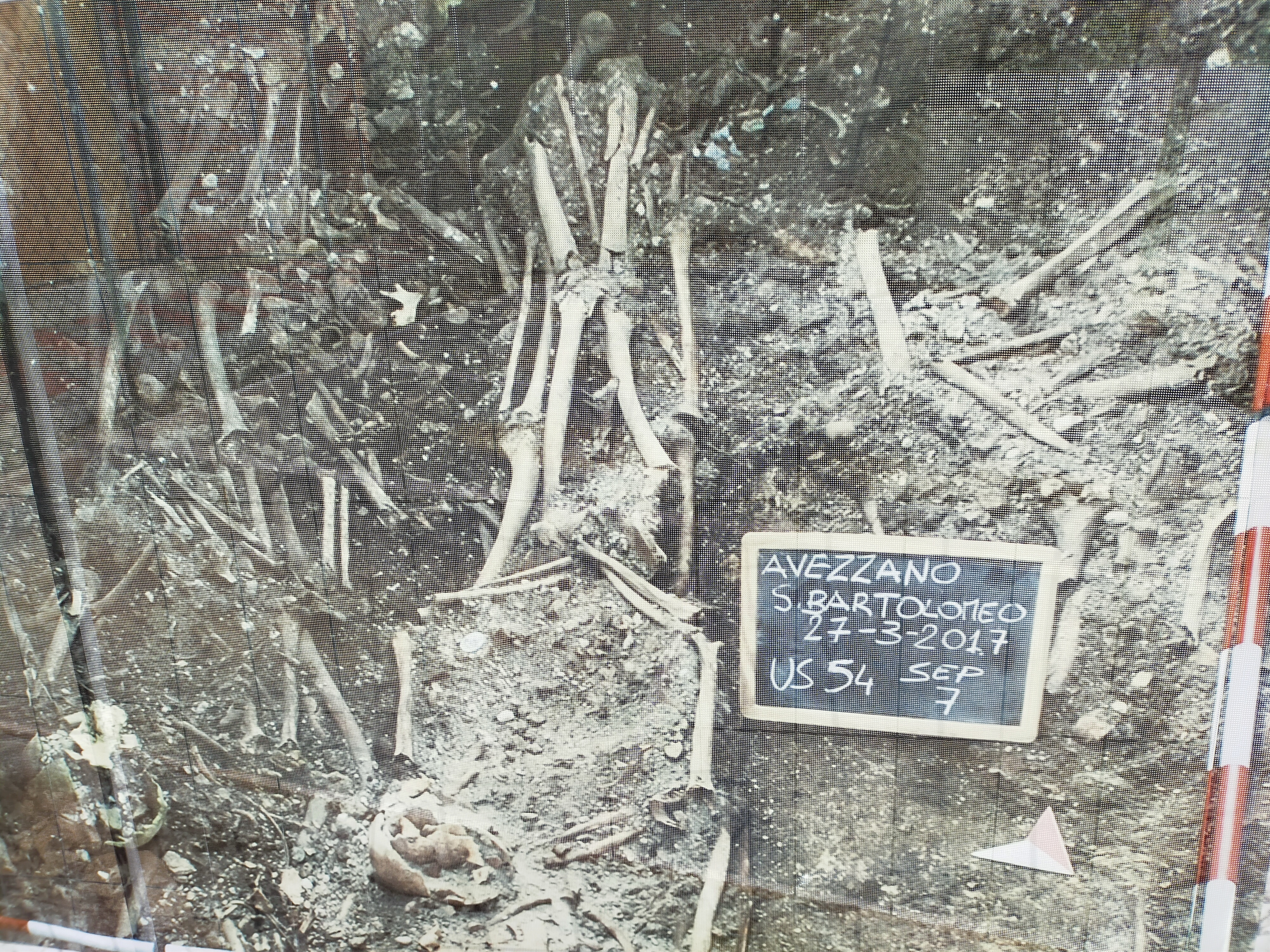
Le ossa emerse durante gli scavi del 2017

A cominciare dai primi anni Duemila ebbero inizio gli scavi archeologici nell'area delle fondamenta e nei settori basamentali, sottoposte nel 1999 a vincolo (legge Bottai) dal MiBAC, dove nel corso degli anni erano emersi i sepolcri collettivi, il sepolcro dei sacerdoti, l'ossario, alcuni frammenti ossei e di affreschi, ceramiche, pietre, tegoloni ed elementi riconducibili alle fasi altomedievale e tardo rinascimentale della distrutta collegiata, oltre alle tracce presumibilmente stabili di costruzioni di epoca romana emerse nella zona.
Nel corso dei lavori di scavo, ripresi in seguito al centenario del terremoto marsicano, sono emerse nel 2017 sette tombe risalenti al periodo aragonese, nel tempo in cui probabilmente il Regno di Napoli fu guidato da Ferrante d'Aragona.
Nel 2018 sono stati recuperati dal sacello numero 7 dei sacerdoti semplici, oltre a vari resti ossei maschili, un cranio e un bacino femminili che, dopo articolate analisi, sono stati attribuiti a madre Maria Teresa Cucchiari. Dal 2021 un altare della chiesa di San Giovanni Decollato ospita l'urna funeraria della Serva di Dio.

## La nuova piazza
In seguito ai lavori di scavo e alle analisi archeologiche, condotte dalla soprintendenza abruzzese anche tra il 2022 e il 2023, è stato elaborato un progetto di recupero e valorizzazione del largo antistante e del sito stesso dell'ex collegiata. Nel corso dell'estate 2023 hanno avuto inizio i lavori di realizzazione della piazza antistante che si sono conclusi il 30 ottobre 2023.  Poste Italiane, in occasione dell'inaugurazione, ha ufficialmente presentato l'annullo filatelico e il bollo speciale che è esposto nel museo storico della comunicazione a Roma.